# Ronde van Frankrijk 2025/Achttiende etappe
De achttiende etappe van de Ronde van Frankrijk 2025 werd verreden op 24 juli met start in Vif en finish  in Courchevel     
op de Col de la Loze over een lengte van 171,5 kilometer. 

## Parcours
De 18e etappe wordt beschouwd als de koninginnerit van deze editie. Met een lengte van 171,5 km tussen Vif en de top van de Col de la Loze, in het skigebied Courchevel, heeft deze etappe een indrukwekkend aantal hoogtemeters van 5450 meter. Na ongeveer veertig kilometer op een licht stijgend parcours beginnen de renners aan de Col du Glandon (lengte 21,7 km en met een gemiddeld stijgingspercentage van 5,1%), gevolgd door een technische afdaling naar La Chambre. Daarna volgt de beklimming van de Col de la Madeleine (lengte 19,2 km en met een gemiddeld stijgingspercentage van 7,9%), de zwaarste van de dag, voordat de renners weer afdalen richting Moûtiers. Na de vallei is er de slotklim van de Col de la Loze (lengte 26,4 km en met een gemiddeld stijgingspercentage van 6,5%), en  wordt het dak van e Ronde van Frankrijk beriekt op 2304 meter boven zeeniveau.

## Koersverloop
Dit overzicht is mogelijk incompleet; u kunt helpen door het uit te breiden.
De Fransman Lenny Martinez werd na de etappe bestraft voor het zich laten helpen door de ploegleiderswagen door middel van een zogenaamde plakbidon. Hierna kwam hij als eerste boven op de Col du Glandon voor Thymen Arensman. Martinez kreeg 8 punten aftrek in de strijd om het bergklassement. Een betere straf zou zijn om alle punten af te nemen en Arensman de 20 punten geven en tevens het prijsgeld van € 800,- die erbij hoort. Matteo Jorgenson en Gregor Mühlberger hadden dan ook geld verdiend met hun doorkomst over de Glandon.

## Uitslag etappe
| Vif – Courchevel (Col de la Loze) (171,5 km) |                    |                            |          |
| Plaats                                       | Naam               | Ploeg                      | Tijd     |
| Winnaar                                      | Ben O'Connor       | Team Jayco AlUla           | 5u03'47" |
| 2                                            | Tadej Pogačar      | UAE Team Emirates-XRG      | + 1'45"  |
| 3                                            | Jonas Vingegaard   | Visma \| Lease a Bike      | + 1'54"  |
| 4                                            | Oscar Onley        | Picnic PostNL              | + 1'58"  |
| 5                                            | Einer Rubio        | Movistar                   | + 2'00"  |
| 6                                            | Felix Gall         | Decathlon AG2R La Mondiale | + 2'25"  |
| 7                                            | Primož Roglič      | Red Bull-BORA-hansgrohe    | + 2'46"  |
| 8                                            | Adam Yates         | UAE Team Emirates-XRG      | + 3'03"  |
| 9                                            | Tobias Johannessen | Uno-X Mobility             | + 3'09"  |
| 10                                           | Sepp Kuss          | Visma \| Lease a Bike      | + 3'26"  |
|                                              |                    |                            |          |
| 19                                           | Thymen Arensman    | INEOS Grenadiers           | + 10'08" |
| 21                                           | Xandro Meurisse    | Alpecin-Deceuninck         | + 11'59" |

 –  Ben O'Connor was de strijdlustigste renner van de etappe.

## Klassementen

### Algemeen klassement
| Algemeen klassement (gele trui) |                    |                            |            |
| Plaats                          | Naam               | Ploeg                      | Tijd       |
| Gele trui                       | Tadej Pogačar      | UAE Team Emirates-XRG      | 66u55'42"  |
| 2                               | Jonas Vingegaard   | Visma \| Lease a Bike      | + 4'26"    |
| 3                               | Florian Lipowitz   | Red Bull-BORA-hansgrohe    | + 11'01"   |
| 4                               | Oscar Onley        | Picnic PostNL              | + 11'23"   |
| 5                               | Primož Roglič      | Red Bull-BORA-hansgrohe    | + 12'49"   |
| 6                               | Felix Gall         | Decathlon AG2R La Mondiale | + 15'36"   |
| 7                               | Kévin Vauquelin    | Arkéa-B&B Hotels           | + 16'15"   |
| 8                               | Tobias Johannessen | Uno-X Mobility             | + 18'31"   |
| 9                               | Ben Healy          | EF Education-EasyPost      | + 25'41"   |
| 10                              | Ben O'Connor       | Team Jayco AlUla           | + 29'19"   |
|                                 |                    |                            |            |
| 13                              | Thymen Arensman    | INEOS Grenadiers           | + 52'49"   |
| 24                              | Xandro Meurisse    | Alpecin-Deceuninck         | + 1u28'21" |

### Puntenklassement
| Puntenklassement (groene trui) |                  |                       |        |
| Plaats                         | Naam             | Ploeg                 | Punten |
| Groene trui                    | Jonathan Milan   | Lidl-Trek             | 332    |
| 2                              | Tadej Pogačar    | UAE Team Emirates-XRG | 257    |
| 3                              | Biniam Girmay    | Intermarché-Wanty     | 196    |
| 4                              | Jonas Vingegaard | Visma \| Lease a Bike | 165    |
| 5                              | Tim Merlier      | Soudal Quick-Step     | 156    |
| 6                              | Anthony Turgis   | TotalEnergies         | 154    |
| 7                              | Jonas Abrahamsen | Uno-X Mobility        | 143    |
| 8                              | Quinn Simmons    | Lidl-Trek             | 110    |
| 9                              | Arnaud De Lie    | Lotto                 | 110    |
| 10                             | Oscar Onley      | Picnic PostNL         | 104    |
|                                |                  |                       |        |
| 18                             | Thymen Arensman  | INEOS Grenadiers      | 62     |

### Bergklassement
| Bergklassement (bolletjestrui) |                        |                            |        |
| Plaats                         | Naam                   | Ploeg                      | Punten |
| Bolletjestrui                  | Tadej Pogačar          | UAE Team Emirates-XRG      | 105    |
| 2                              | Jonas Vingegaard       | Visma \| Lease a Bike      | 89     |
| 3                              | Lenny Martinez         | Bahrain-Victorious         | 72     |
| 4                              | Thymen Arensman        | INEOS Grenadiers           | 65     |
| 5                              | Ben O'Connor           | Team Jayco AlUla           | 51     |
| 6                              | Felix Gall             | Decathlon AG2R La Mondiale | 40     |
| 7                              | Michael Woods          | Israel-Premier Tech        | 38     |
| 8                              | Valentin Paret-Peintre | Soudal Quick-Step          | 36     |
| 9                              | Ben Healy              | EF Education-EasyPost      | 35     |
| 10                             | Oscar Onley            | Team Picnic PostNL         | 34     |
|                                |                        |                            |        |
| 20                             | Tim Wellens            | UAE Team Emirates-XRG      | 10     |

### Jongerenklassement
| Jongerenklassement (witte trui) |                     |                         |            |
| Plaats                          | Naam                | Ploeg                   | Tijd       |
| Witte trui                      | Florian Lipowitz    | Red Bull-BORA-hansgrohe | 67u06'43"  |
| 2                               | Oscar Onley         | Picnic PostNL           | + 22"      |
| 3                               | Kévin Vauquelin     | Arkéa-B&B Hotels        | + 5'14"    |
| 4                               | Ben Healy           | EF Education-EasyPost   | + 14'40"   |
| 5                               | Ilan Van Wilder     | Soudal Quick-Step       | + 1u49'09" |
| 6                               | Raúl García Pierna  | Arkéa-B&B Hotels        | + 1u53'04" |
| 7                               | Romain Grégoire     | Groupama-FDJ            | + 1u57'30" |
| 8                               | Alex Baudin         | EF Education-EasyPost   | + 2u16'34" |
| 9                               | Joseph Blackmore    | Israel-Premier Tech     | + 2u18'29" |
| 10                              | Quinn Simmons       | Lidl-Trek               | + 2u27'51" |
|                                 |                     |                         |            |
| 12                              | Frank van den Broek | Picnic PostNL           | + 2u32'57" |

### Ploegenklassement
| Ploegenklassement |                                 |            |
| Plaats            | Ploeg                           | Tijd       |
|                   | Team Visma \| Lease a Bike      | 201u36'51" |
| 2                 | UAE Team Emirates-XRG           | + 14'00"   |
| 3                 | Red Bull-BORA-hansgrohe         | + 1u03'46" |
| 4                 | Arkéa-B&B Hotels                | + 1u48'18" |
| 5                 | Decathlon AG2R La Mondiale Team | + 2u05'09" |

## Uitvallers
Niet gestart
- Carlos Rodríguez (INEOS Grenadiers) startte niet in de etappe vanwege een bekkenbreuk opgelopen bij twee valpartijen in de 17e etappe.[2]
- Cyril Barthe (Groupama-FDJ) startte niet in de etappe vanwege een hersenschudding opgelopen bij een zware valpartij aan het einde van de 17e etappe.[3]

Opgave
- Enric Mas (Movistar) gaf tijdens de koninginnerit op met een knieblessure.[4]

1e etappe ·
2e etappe ·
3e etappe ·
4e etappe ·
5e etappe ·
6e etappe ·
7e etappe ·
8e etappe ·
9e etappe ·
10e etappe ·
11e etappe ·

12e etappe ·
13e etappe ·
14e etappe ·
15e etappe ·
16e etappe ·
17e etappe ·
18e etappe ·
19e etappe ·
20e etappe ·
21e etappe
Startlijst · Eindstanden · Afbeeldingen